# Szivárványzászló

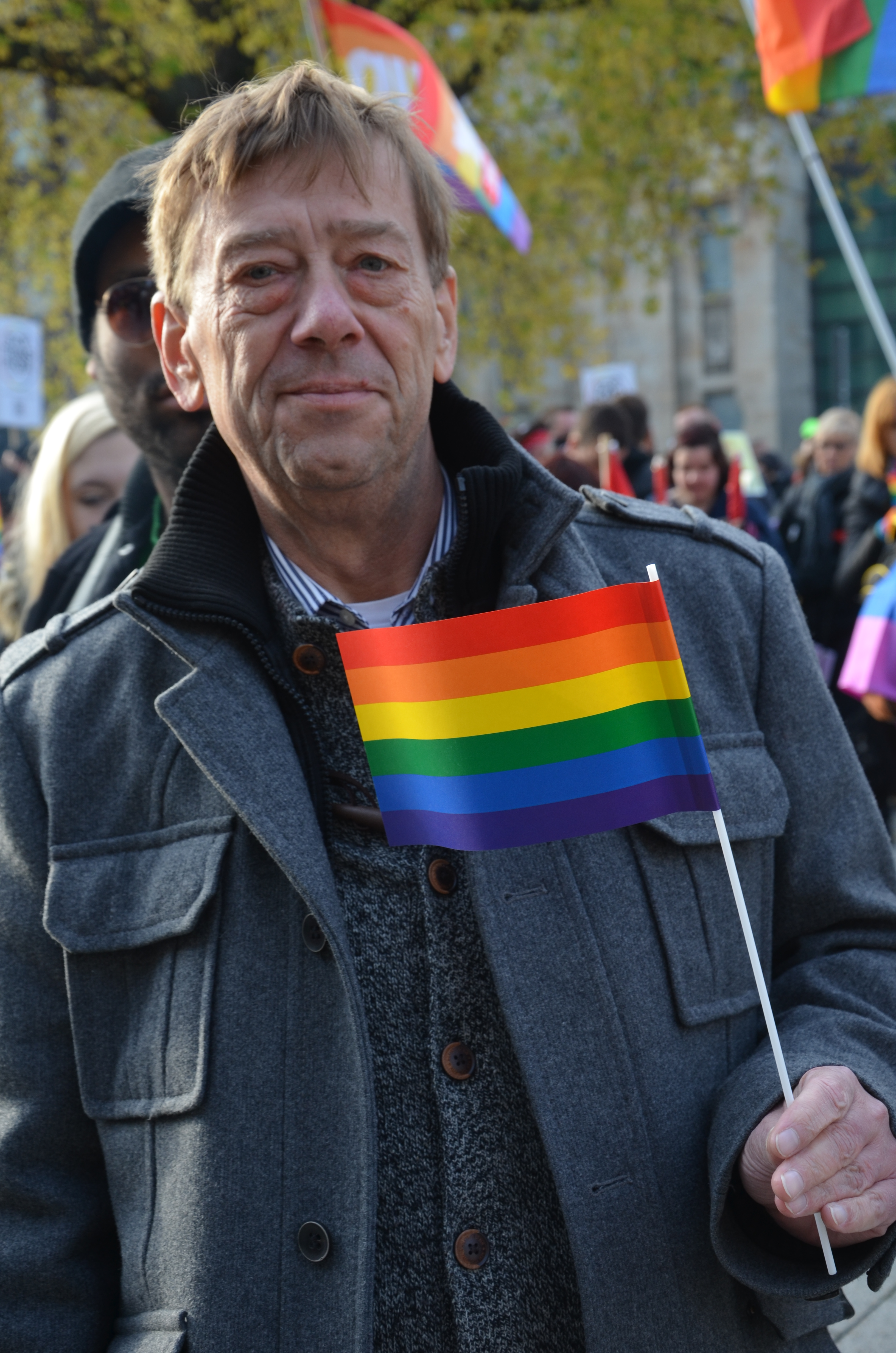
A melegbüszkeség mozgalom támogatója a szivárványzászlóval

A szivárványzászló a szivárvány színeit követő sávokból álló zászló. Számos, egymástól független csoport és mozgalom használja, ezek közül legismertebb a melegbüszkeség mozgalma és a békemozgalom.

## Története
A szivárványszínek szimbolikája számos kultúrában jelen van, és igen hosszú múltra tekint vissza mint a sokszínűség, a befogadás, a remény és a vágyakozás szimbóluma. A jelképnek bibliai forrása is van, Noé történetében a szivárvány jelzi Isten ígéretét, hogy többé nem lesz hasonló özönvíz. Az 1524-25-ös német parasztfelkelésben már használták a szivárványzászlót mint az új kor, a remény és a társadalmi változás jelképét. Thomas Müntzert, aki a forradalmi mozgalmakat a bibliai tanítással kapcsolta össze, gyakran szivárványzászlóval a kezében ábrázolják.

## Melegbüszkeség

A melegbüszkeség zászló

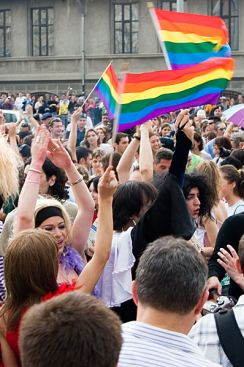
Szivárványzászlók a bukaresti GayFest felvonuláson, 2005

A szivárványzászló az 1970-es évek óta szimbóluma a meleg és leszbikus büszkeségnek. Az első melegbüszkeség-zászlót 1978-ban Gilbert Baker készítette harminc önkéntes társával együtt kézifestéses technikával. Ez a zászló még nyolc sávból állt, Baker minden színt külön jelentéssel ruházott fel: a rózsaszín a szexualitást, a piros az életet, a narancssárga a gyógyulást, a sárga a napot, a zöld természetet, a türkiz a művészetet, a kék a harmóniát, az ibolya pedig a lelket szimbolizálja. Harvey Milk 1978. novemberi meggyilkolását követően a zászló iránti igény rendkívüli módon megnőtt, és a Paramount Zászlótársaság megkezdte annak sorozatgyártását. A zászló az évek során számos módosuláson ment keresztül: először a rózsaszín, majd a türkiz sáv került le róla. A mai hatszínű változat 1979 óta van forgalomban. Azóta indokolatlan a „szivárványzászló” megnevezés, hiszen nem tartalmazza a szivárvány mind a hét színét. Pontosabb a melegbüszkeség zászlajának nevezni.
A zászló, amely eredetileg a melegbüszkeség-napi felvonulások elengedhetetlen kelléke volt, ma már számos formában él tovább. A szivárványzászló a meleg és leszbikus közönséget megcélzó szórakozóhelyek könnyen felismerhető cégére. Számos homoszexuális ember és melegjogi aktivista teszi ki a zászlót házára vagy lakásának ablakába, hogy ezzel is mutassa, nyíltan vállalja melegségét, illetve a melegjogok ügyének képviseletét. A zászlók mellett ma már kaphatók szivárvány színű karkötők, nyakláncok, övek, kulcstartók, és más ékszerek, kiegészítők is.

## Békemozgalom

A békezászló

A szivárványzászlót Olaszországban egy 1961-ben tartott békemenet során használták először. Igazi népszerűségre 2002-ben tett szert, amikor a küszöbön álló iraki háború elleni tiltakozásul meghirdették a Pace da tutti i balconi (béke minden erkélyről) mozgalmat. A legelterjedtebb változata hét sávból áll (lila, kék, világoskék, zöld, sárga, narancssárga, piros), a közepén pedig a PACE (béke) felirat található. A zászló azóta az egész világon elterjedt mint a békemozgalom szimbóluma.

## Szövetkezeti mozgalom
A hét színből álló szivárványzászló az 1920-as évek eleje óta a nemzetközi szövetkezeti mozgalom zászlaja. Mivel a szivárványzászlót egyre több mozgalom kezdte használni, az International Co-operative Alliance 2001 áprilisában úgy döntött, felcseréli korábbi zászlaját, és a szervezet logóját (coop) tartalmazó zászlót kezdi el használni.

## Más csoportok és szervezetek
A szivárványzászlót számos más csoport és szervezet is használja. Az Andok népei társadalmi mozgalom szivárvány színű zászlója a wiphala nevet viseli. A zászló négyzetrácsos kialakítású, az egyes négyzetek szabályos rendben viselik a szivárvány színeit, ezzel emlékeztetve a folttechnikával készült szövetre.
A tibeti imazászlók gyakran szintén a szivárvány színeire festettek. 
Az Oroszországban található Zsidó autonóm terület zászlaja szintén szivárvány színű.